# Arrangement in Gray and Black: The Artist's Mother
Arrangement in Grey and Black: The Artist's Mother (almindelig kendt som Whistler's Mother (dansk:Whistlers mor); også kendt som Arrangement in Grey and Black, No. 1) er et oliemaleri fra 1871 af kunstmaleren James McNeill Whistler. Det er hans mest kendte maleri.

## I populærkulturen
Maleriet spiller en fremtrædende rolle i Rowan Atkinsons film Bean - den ultimative katastrofefilm fra 1997.